# Aulonocnemis valida
Aulonocnemis valida är en skalbaggsart som beskrevs av Ludwig Wilhelm Schaufuss 1890. Aulonocnemis valida ingår i släktet Aulonocnemis och familjen Aulonocnemidae. Inga underarter finns listade.